# Anna Langfus
Anna Regina Langfus, född Sternfinkel 2 januari 1920 i Lublin, Polen, död 12 maj 1966 i Paris, var en fransk författare och dramatiker. Langfus, som hade judiska rötter, överlevde andra världskriget och bosatte sig efter krigsslutet i Frankrike. Hon skrev främst texter om Förintelsen och om dem som överlevde den. Förutom tre romaner författade hon ett tiotal teater- och radiomanus samt flera noveller. Hennes Les Bagages de sable (på svenska utgiven som Bagage av sand) från 1962 renderade henne Goncourtpriset.

## Biografi
Anna Langfus föddes 1920 i Lublin i nuvarande östra Polen. Hon var enda barnet i en judisk köpmansfamilj, där fadern Moshe Szternfinkiel handlade med spannmål. Modern Maria var född Wajnberg. Hon gifte sig som 18-åring med Jakub Rajs, en judisk köpmansson född 1919. Strax efter giftermålet 1938 reste hon och maken till Verviers i Belgien, där hon under ett års tid studerade till ingenjör på den lokala textilhögskolan.

### Andra världskriget, första efterkrigsåren
När Anna Langfus därefter återvände till Polen bröt andra världskriget ut. Hon fick 1942 uppleva livet i gettona i Lublin och Warszawa, och därefter gömde hon sig i Warszawa med sin make. Hennes föräldrar blev dock kvar i Warszawas getto, och hon hade sista gången kontakt med dem 1943.
Anna Langfus var en tid underrättelseagent (sannolikt) i Hemarmén. Hon gömde sig norr om Warszawa men upptäcktes och arresterades av Gestapo. Hon måste utstå svår tortyr i Nowy Dwor-fängelset och fick även bevittna arkebuseringen av hennes make. Efter att hon överförts till fängelset i Płonsk återfick hon sin frihet när Röda armén senare erövrade området.
Efter den sovjetiska erövringen av landet 1945 återvände Langfus till Lublin, där hon bodde fram till mitten av 1946. Hon debuterade där som skribent med en teateressä för den nyöppnade skolan Studio Dramatyczne, men strax därefter lämnade hon landet och utvandrade till Frankrike.

### I Frankrike
Langfus kom som flykting till Frankrike 1946, där hon fick anställning som matematiklärare vid ett judiskt barnhem i Rueil-Malmaison utanför Paris. Hon var då änka och återknöt bekantskapen med Aron Langfus (1910–1995), och de gifte sig 1948. Även han var jude med rötterna i Lublin och hade flytt ur getton och läger. De blev i maj 1948 föräldrar till dottern Maria, och därefter flyttade de till Pantin och 1961 till Sarcelles. Paret fick franskt medborgarskap 1959.
Anna Langfus intresserade sig för teatern och för samtidens nya litteratur, och hon umgicks flitigt i teaterkretsar. Kursstudier inspirerade henne till att börja skriva teatertexter. När hon började arbeta med litteratur i början av 1950-talet skrev hon på franska.
Langfus författade 1953 sitt första pjäsmanus Les Lépreux ('De spetälska'). Manuset (som aldrig utgivits) sattes upp som teaterpjäs 1956 av Sacha Pitoëff.
Hennes första roman, Le Sel el le Soufre ('Saltet och svavlet') kom ut på Gallimard 1960. Berättelsen, som tar upp hennes öde under andra världskriget, uppmärksammades omgående för sina litterära kvalitéer; hon fick bland annat Prix Charles Veillon.
Nästa roman, Les Bagages de sable (svensk översättning: Bagage av sand) förlänade henne 1962 Goncourtpriset. I boken presenterade hon, via ett misslyckat kärleksäventyr, plågorna hos en flykting undan Förintelsen som inte klarar av att ta sig vidare i livet. Vid en konferens 1963, inför den internationella organisationen för sionistiska kvinnor, förklarade hon: "För att kunna formulera i ord den skräck det innebar att vara jude under kriget var jag tvungen att ta omvägen via skönlitteraturen." Hennes tredje roman Saute, Barbara ('Hoppa, Barbara') fortsätter på samma tema.
De tre romanerna har alla den unga kvinnan Maria som berättarröst. Historierna behandlar Marias liv, från gettona i Polen, flykten till Frankrike och hennes senare liv.
Anna Langfus avled av en hjärtattack 1966 på Gonessesjukhuset i Sarcelles norr om Paris. Vid sin död arbetade hon på sin fjärde roman.

## Tematik, reception och eftermäle
Trots en endast tio år lång författarkarriär gjorde Anna Langfus sig ett namn inom den franskspråkiga litterära världen. Hon skrev ett antal romaner och teatermanus med svårigheterna att överleva Förintelsen som gemensamt tema.
Langfus var en av de första i att ta upp de här frågorna inom det som kom att kallas förintelselitteratur och blev ett av de viktigare namnen inom den franskspråkiga litteraturen. Hennes Les Lépreux var den första teaterpjäsen på franska med Förintelsen som tema. Hon var även den fjärde kvinnan att få motta Goncourtpriset.

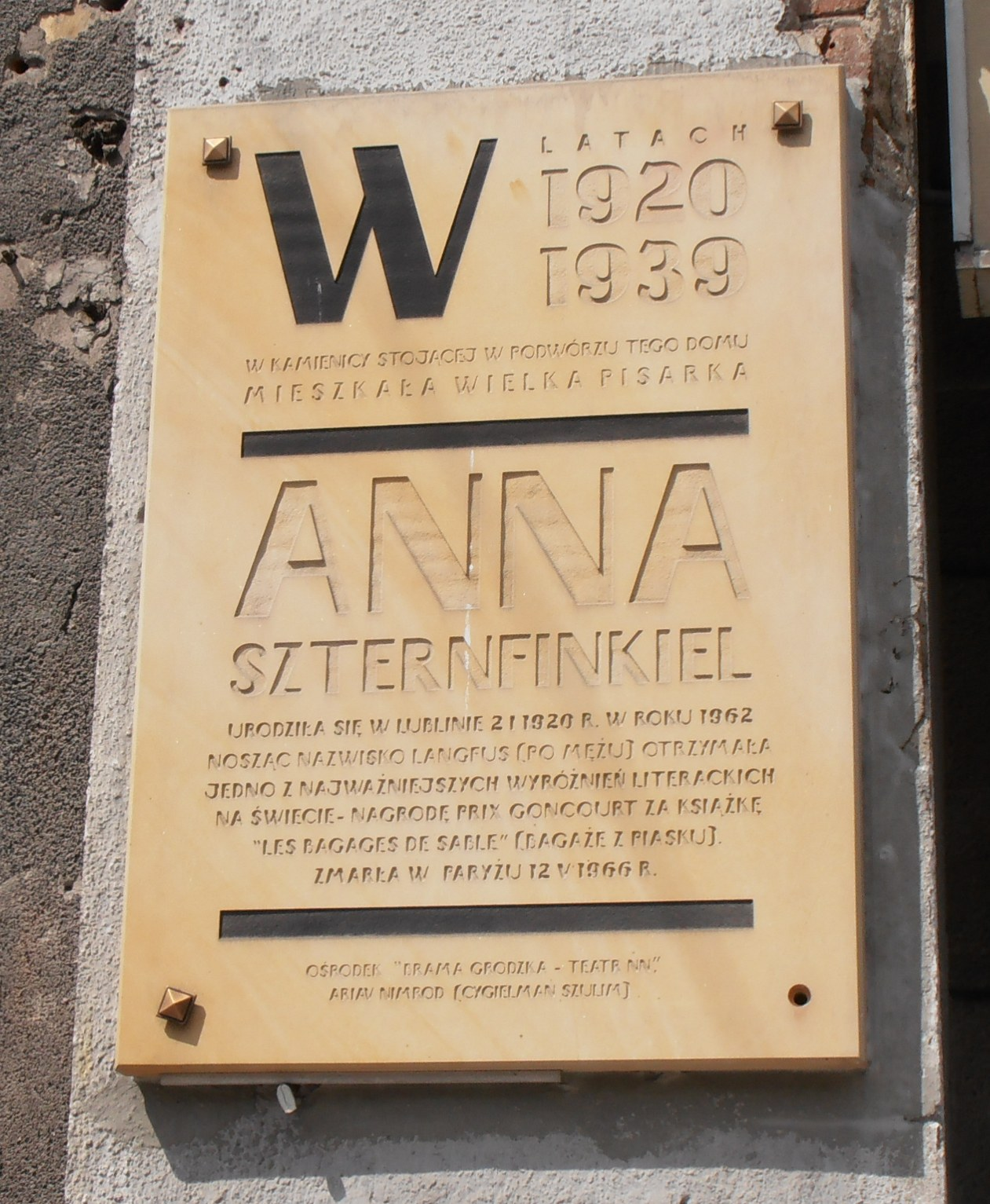
Minnesplakett på hennes födelseadress i Lublin.

På flera platser med koppling till Anna Langfus finns nu minnesmärken efter henne. Den 3 januari 2008 sattes en minnesplakett upp på ulica Lubartowska 24 i Lublin, hennes födelseadress. Det kommunala biblioteket i Sarcelles är uppkallat efter henne, liksom en gata i Viarmes (Val-d'Oise).

### Språk
Anna Langfus valde franska som sitt litterära språk, och inga texter av hennes hand på polska finns bevarade. Den franske historikern Jean-Yves Potel uttydde det som att hon lämnade sitt hemland vid 26 års ålder och ville fly (minnet av) Förintelsen. Hon flyttade i en ny kultur, med ett nytt språk, för att rädda sig undan sina tunga minnen. Detta skapade ett brott i hennes liv som hon kom att uppleva som att hon förlorat sig själv, och hennes författarskap visar också denna förlust och hennes smärta. Hon talar, enligt Potel, för de människor som historien skadat men dömt att leva vidare som överlevare.
Langfus blev aldrig en känd författare i sitt gamla hemland Polen. Den första polska utgåvan av hennes debutroman Le Sel et le soufre utkom först 2008 under titeln Skazana na życie.

### Teater
- 1956 – Les Lépreux ('De spetälska; utgiven i en kommenterad utgåva med titeln Le Premier théâtre de la Shoah, 'Förintelsens första teater'), teateruppsättning av Sacha Pitoëff
- 1959 – L’Homme clandestin ('Den hemlige mannen', opublicerad), teateruppsättning av Daniel Posta
- 1961 – La Récompense ('Belöningen', opublicerad), teateruppsättning av Jean Mercure
- 1963 – Amos ou les fausses expériences ('Amos eller de falska erfarenheterna', opublicerad), teateruppsättning av Marcelle Dambremont

### Romaner
- 1960 –  (på franska) Le Sel et le soufre: roman. Paris. Libris 1770160 (belönad med Prix Charles Veillon)
- 1962 –  (på franska) Les Bagages de sable. Paris: Gallimard. Libris 789881 (belönad med Goncourtpriset)
  - 1964 –  Bagage av sand: roman. Stockholm: Bonnier. Libris 1770149
  - 1964 –  Bagage av sand. Helsingfors: Schildt. Libris 1770151
- 1965 – Saute, Barbara (1970 föremål för en filmversion under titeln Pour un sourire)

### Radiopjäser
- 1965 – Le Dernier témoin ('Det sista vittnet')

### Andra texter
- 1963 – L'Usage de la parole ('Användningen av ordet', med Ralph Feigelzon)
- 1965 – Chopin (antologi)